# Tyrimmas
Tyrimmas (altgriechisch Τυρίμμας Tyrímmas) soll der dritte König von Makedonien gewesen sein. Er herrschte wohl vom späten 8. bis zum frühen 7. Jh. v. Chr.
Nach den antiken Königslisten regierte er 38 Jahre; nach Diodor 43. Seine Verwandtschaft mit seinem Vorgänger und seinem Nachfolger ist unbekannt. Auch sonst ist nichts weiteres über ihn bekannt. Sein Nachfolger wurde Perdikkas.
Die Historizität von Tyrimmas ist wie die seiner beiden Vorgänger in der modernen Forschung umstritten.